# Cratere Wunda
Wunda è un cratere sulla superficie di Umbriel.